# Frank Scholten
François (Frank) Scholten (Amsterdam, 30 augustus 1881-Leiden, 29 augustus 1942) was een Nederlands fotograaf en auteur. Hij legde in de jaren 1920 het leven in Palestina vast.

## Levensloop
Frank Scholten groeide op in Amsterdam en Portsmouth. Hij was het tweede kind van Petrus Wilhelmus Scholten (1835-1913), effectenhandelaar bij Wed. Tjeenk & Co. te Amsterdam, en jonkvrouw Elisabeth Maria Anna Henrietta van Bevervoorden tot Oldemeule. Na het overlijden van zijn moeder in 1889 hertrouwde zijn vader met jonkvrouw Maria Anna Ploos van Amstel; uit dit huwelijk werden nog twee kinderen geboren.
Op zestienjarige leeftijd ging Scholten naar het 'Instituut Noordwijk', een kostschool in Noordwijk voor jongens van goeden huize. Vanaf 1908 studeerde hij in Berlijn literatuurgeschiedenis, kunst en muziek. Vanwege het uitbreken van de Eerste Wereldoorlog keerde hij in 1914 terug naar Amsterdam. Hij was bevriend met Jacob Israël de Haan, die hij later in Palestina opnieuw ontmoette en was actief in het Amsterdamse homocircuit. In 1920 werd hij veroordeeld voor ontucht met jongens.
Scholten verbleef een poos op Volendam, dat hem zeer nauw aan het hart lag maar begon in 1921 aan een lange reis via Keulen, Zwitserland (waar hij familie bezocht), Rome (waar hij enkele maanden verbleef), Brindisi en Athene naar Palestina. Hier verbleef hij van 1921 tot 1923. Tijdens deze drie jaar reisde hij rond en fotografeerde veel mensen en bijbelse plaatsen. Begin 1923 keerde hij terug naar Europa. In februari 1924 toonde hij een selectie van 2200 van zijn foto’s uit Palestina op de tentoonstelling “Palestine in Transition” in de Brook Art Gallery in Londen. Veel positieve recensies van de tentoonstelling verschenen in Engelse en buitenlandse kranten.
In 1929 begon hij met de publicatie van een serie fotoboeken over Palestina, getiteld La Palestine Illustrée. De eerste twee volumes bevatten foto’s gemaakt in Jaffa, gecombineerd met korte teksten uit de Bijbel, de Talmoed en de Koran. Bij de beurskrach van 1929 verloor hij veel geld, maar hij zette, met veel moeite, de publicatie van zijn twee volumes in Duitse, Engelse en Nederlandse edities door. Hij werkte ook aan de voorbereiding van verdere volumes, die echter nooit verschenen zijn.
Na het uitbreken van de Tweede Wereldoorlog vestigde Scholten zich in Leiden, waar hij goede banden onderhield met Frans Böhl, een van de twee directeuren van het Nederlands Instituut voor het Nabije Oosten (NINO). In de bibliotheek van het instituut kon hij werken aan zijn geplande publicaties.
Scholten overleed in 1942. Hij legateerde zijn fotoarchief en documentatie aan het NINO, en zijn vermogen aan de gemeente Leiden, die hiermee het Frank Scholtenfonds oprichtte. Dit fonds financierde o.a. de publicatie van een aantal wetenschappelijke boeken in een naar Scholten vernoemde serie door het NINO, in de jaren 1950-1980, en verstrekte leningen voor de huisvesting van het instituut.

## Fotocollectie
Begin jaren 2000 werd het fotoarchief van Scholten herontdekt bij het NINO en overgebracht naar de geklimatiseerde opslag van de Leidse Universiteitsbibliotheek. Tussen 2019-2022 zijn alle door Scholten gemaakte foto's, negatieven en albums gedigitaliseerd en online beschikbaar gemaakt. In 2023 wordt er verder gewerkt aan het toevoegen van metadata.

## Enkele foto's van Scholten

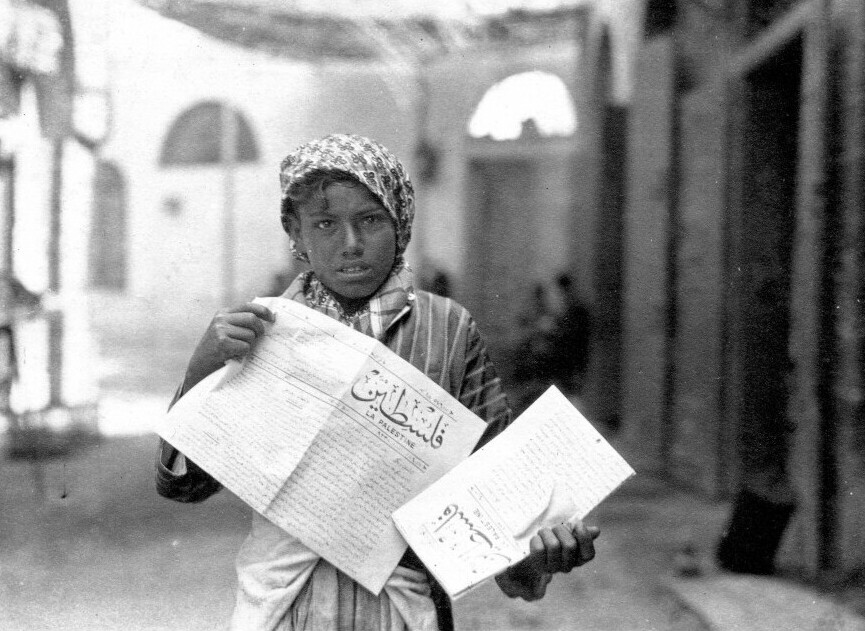
Straatverkoper met krant Falastin (Jaffa, 1921)
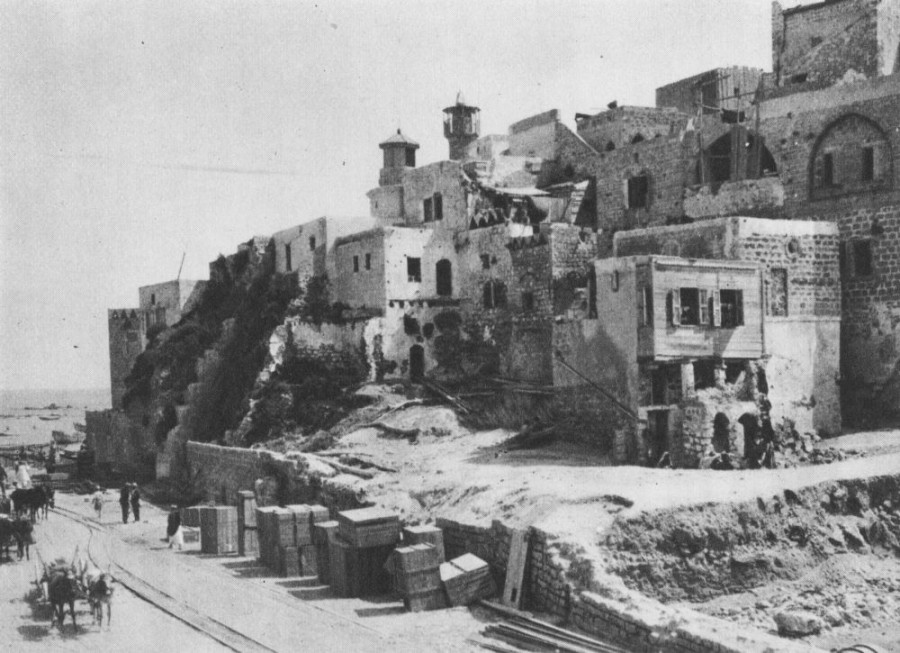
Plaats in Palestina (1921-1923)
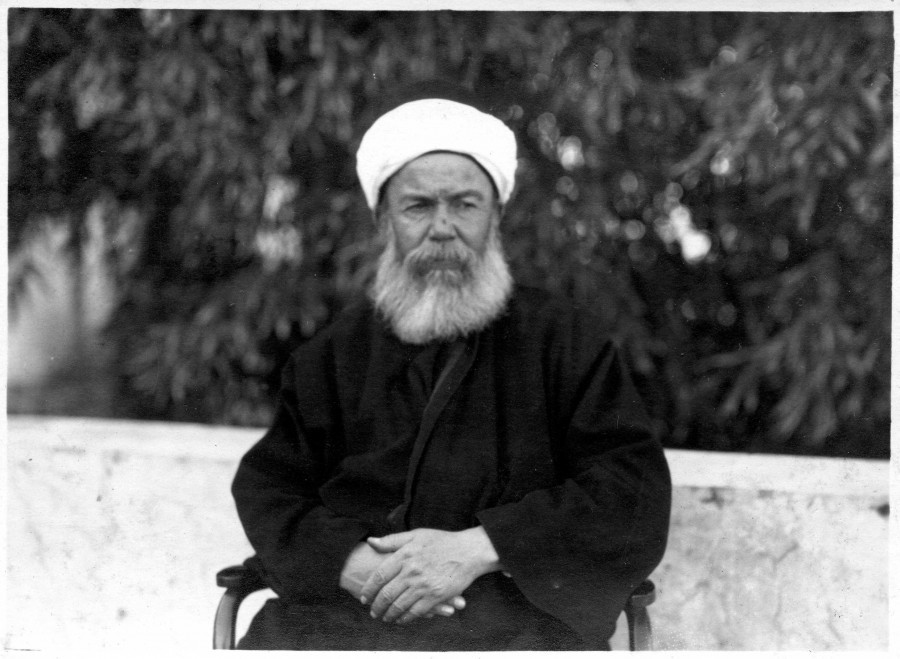
Rechter in Jaffa (1921-1923)
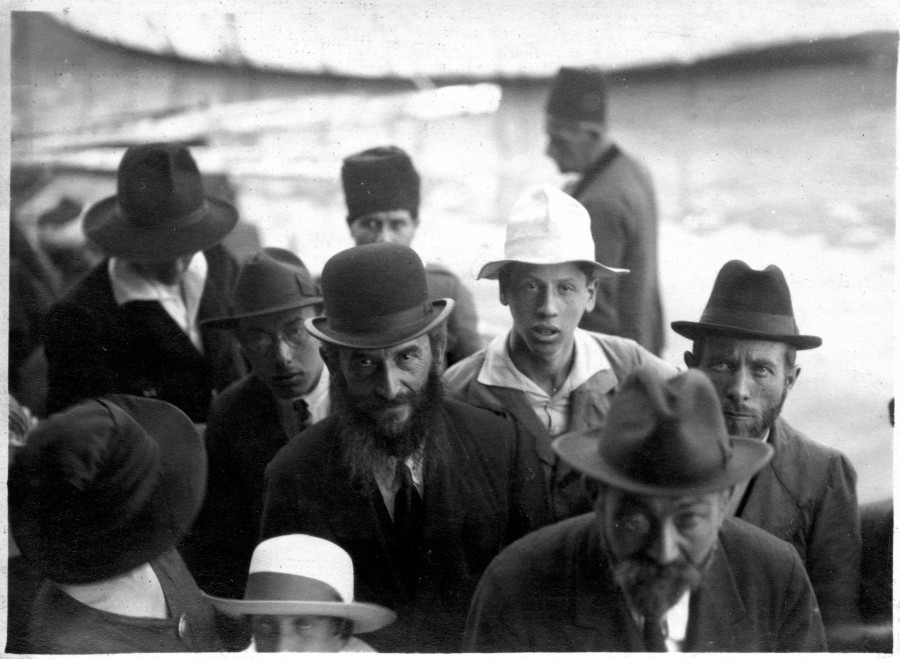
Immigranten in Jaffa (1921-1923)
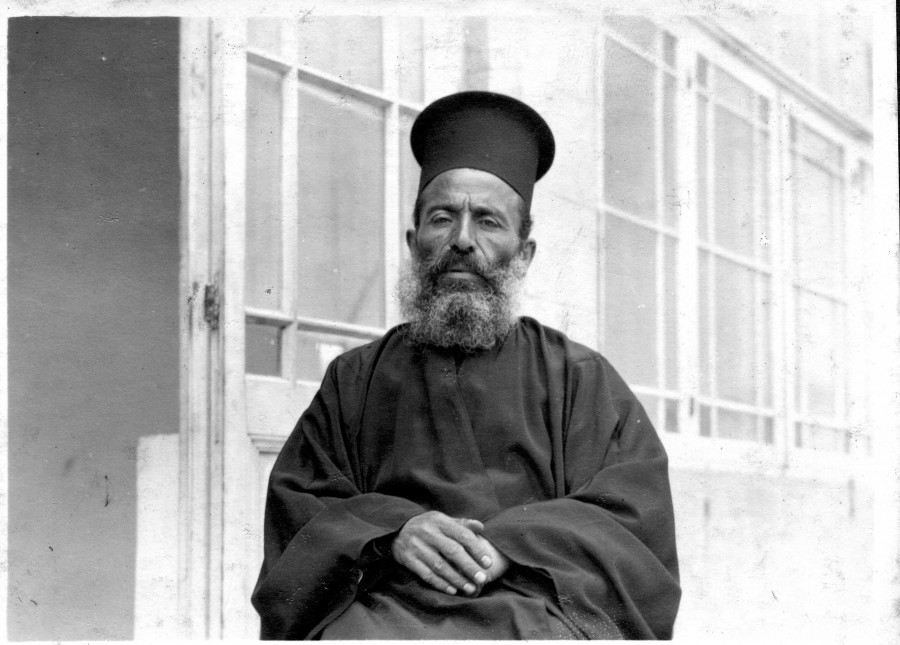
Melkiet in Jaffa (1921-1923)
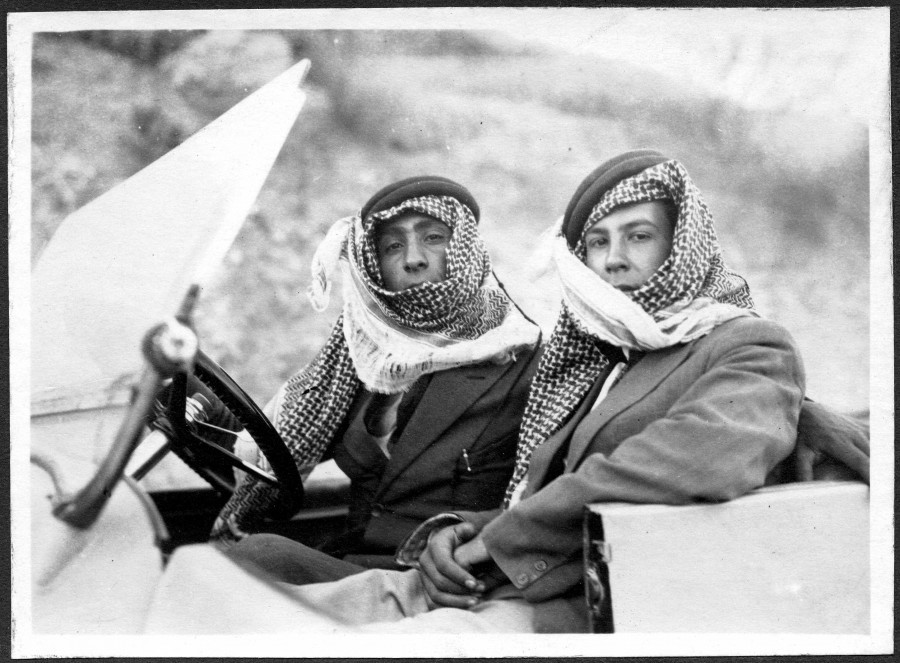
Jongens in auto (Palestina, 1921-1923)
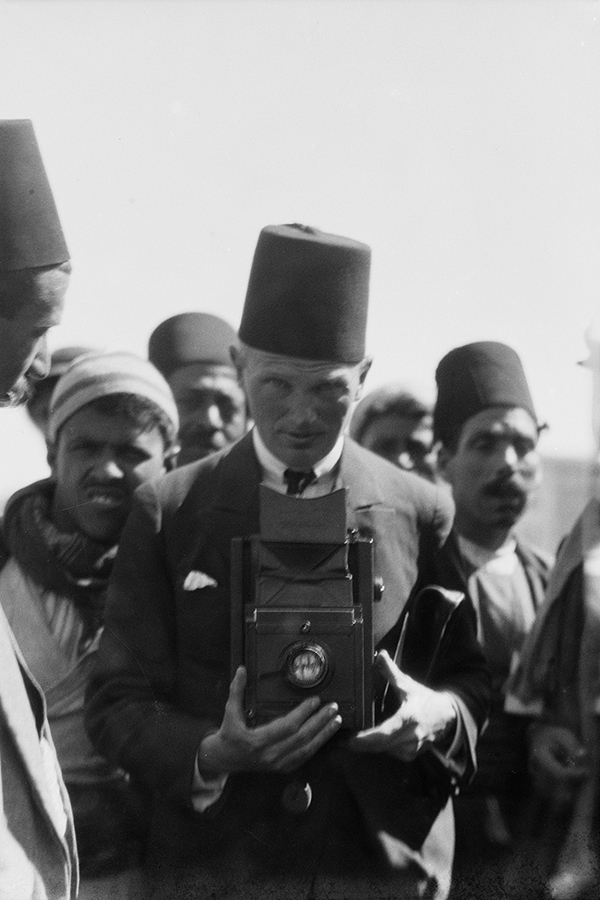
Zelfportret in spiegel (1921-1923)